# Afromelanichneumon rufiventris
Afromelanichneumon rufiventris är en stekelart som först beskrevs av Gyöö Viktor Szépligeti 1908.  Afromelanichneumon rufiventris ingår i släktet Afromelanichneumon och familjen brokparasitsteklar. Inga underarter finns listade i Catalogue of Life.